# Уз маршала Тита
„Уз маршала Тита“ или „Пјесма о пести“ је популарна партизанска пјесма корачница настала у током Народноослободилачке борбе. Аутор текста пјесме је југословенски и хрватски књижевник Владимир Назор, док је музику компоновао познати диригент Оскар Данон. Први пут је изведена новембра 1943. године на Другом засједању АВНОЈ-а у Јајцу.
Једна је од најпознатијих пјесама посвећених Јосипу Брозу Титу и југословенском Народноослободилачком покрету (НОП).
Према ријечима Оскара Данона, оригинална верзија прве строфе гласила је „Уз Тита и Стаљина, два јуначка сина...“, али је у Јајцу 1943. године народ ту строфу спонтано прекрстио у „Уз маршала Тита, јуначкога сина...“.

## Текст пјесме
Уз маршала Тита,

јуначкога сина,

нас неће ни пакао смест'!

Ми дижемо чело,

Ми крочимо смјело

и чврсто стискамо пест!

Род прастари сви смо,

а Готи ми нисмо.

Славенства смо древнога чест.

Тко друкчије каже,

клевеће и лаже,

нашу ће осјетит пест!

Све прсте на руци,

у јаду и муци,

партизанска сложила је свијест.

Па сад, кад и треба,

до сунца до неба,

високо ми дижемо пест!